# Williams FW27
Williams FW27 je Williamsov dirkalnik Formule 1, ki je bil v uporabi v sezoni 2005, ko so z njim dirkali Mark Webber, Nick Heidfeld in Antônio Pizzonia. Webber je dosegel eno uvrstitev na stopničke, Heidfeld tri in en najboljši štartni položaj, toda zmagati jim ni uspelo. Po slabšem drugem selu sezone so zasedli peto mesto v konstruktorskem prvenstvu z 66-imi točkami.

## Popolni rezultati Formule 1
(legenda) (Odebeljene dirke pomenijo najboljši štartni položaj)
| Leto | Moštvo   | Motor   | Gume | Dirkači          | 1   | 2   | 3   | 4   | 5   | 6   | 7   | 8   | 9   | 10  | 11 | 12  | 13  | 14  | 15  | 16  | 17  | 18  | 19  | Toč | Prv |
| ---- | -------- | ------- | ---- | ---------------- | --- | --- | --- | --- | --- | --- | --- | --- | --- | --- | -- | --- | --- | --- | --- | --- | --- | --- | --- | --- | --- |
| 2005 | Williams | BMW V10 | M    |                  | AVS | MAL | BAH | SMR | ŠPA | MON | EU  | KAN | ZDA | FRA | VB | NEM | MAD | TUR | ITA | BEL | BRA | JAP | KIT | 66  | 5.  |
| 2005 | Williams | BMW V10 | M    | Mark Webber      | 5   | Ret | 6   | 7   | 6   | 3   | Ret | 5   | DNS | 12  | 11 | NC  | 7   | Ret | 14  | 4   | Ret | 4   | 7   | 66  | 5.  |
| 2005 | Williams | BMW V10 | M    | Nick Heidfeld    | Ret | 3   | Ret | 6   | 10  | 2   | 2   | Ret | DNS | 14  | 12 | 11  | 6   | Ret | Inj | Inj | Inj | Inj | Inj | 66  | 5.  |
| 2005 | Williams | BMW V10 | M    | Antônio Pizzonia | TD  | TD  | TD  | TD  | TD  | TD  | TD  | TD  | TD  | TD  | TD | TD  | TD  | TD  | 7   | 15  | Ret | Ret | 13  | 66  | 5.  |